# Лю Хуэйся
Лю Хуэйся́ (кит. упр. 刘蕙瑕, пиньинь Liú Huìxiá, р. 30 ноября 1997) — китайская прыгунья в воду, двукратная чемпионка мира.

## Биография
Лю Хуэйся родилась в 1997 году в городском уезде Дае городского округа Хуанши провинции Хубэй. С 2001 года начала тренироваться в Даеской любительской спортшколе. В 2009 году завоевала две серебряных медали всекитайского детского первенства, и вошла в национальную сборную. На чемпионате КНР 2010 года в паре с Чжу Цзямин завоевала золотую медаль в синхронных прыжках с 5-метровой вышки.
В 2011 году Лю Хуэйся впервые приняла участие в международных соревнованиях, выступив в паре с Чжу Цзямин на чемпионате мира в Риме в состязаниях по синхронным прыжкам с 10-метровой вышки. На чемпионате мира 2013 года она выступила в этой дисциплине в паре с Чэнь Жолинь и завоевала золотую медаль. На чемпионате мира 2015 года Лю Хуэйся выиграла золотую медаль вместе с Чэнь Жолинь в синхронных прыжках с вышки и стала двукратной чемпионкой мира.

## Награды
- Лучшая прыгунья в воду в мире: 2014